# Kento Yamasaki
Kento Yamasaki (japanisch 山﨑 賢人; * 17. Dezember 1992) ist ein japanischer Bahnradsportler, der auf Kurzzeitdisziplinen spezialisiert ist. 2024 wurde er Weltmeister im Keirin.

## Sportlicher Werdegang
Yamasaki stammt aus Isahaya in der Präfektur Nagasaki. Er studierte Betriebswirtschaftslehre an der Nihon-Universität und spielte dort Volleyball. Erst nach seinem Studienabschluss 2016 entschloss er sich, Keirin zu fahren. Anfang 2019 schloss er die Keirin-Schule ab und wurde Ende des Jahres in die Nationalmannschaft aufgenommen.
Seinen ersten internationalen Auftritt hatte Yamasaki im Nations Cup 2021 in Hongkong, wo er Fünfter im Keirin wurde; dieselbe Platzierung erzielte er in den Bahnradsport-Weltmeisterschaften 2021. Bei den Olympischen Spielen, die 2021 in Tokio stattfanden, war er als Reserveathlet vorgesehen. Danach wurde in zur Erstausgabe der Track Champions League eingeladen.
Von 2022 bis 2024 gewann Yamasaki wiederholt Medaillen bei den Asienmeisterschaften, darunter individuelle Titel im Sprint (2022) und Keirin (2024). Bei den Olympischen Spielen 2024 war er erneut in der Reserve. Einen Monat nach den Spielen gewann er die japanischen Keirin-Meisterschaften und einen Monat darauf das Keirin-Rennen der Weltmeisterschaften 2024.

## Erfolge
2020
 Japanischer Meister – Teamsprint (mit Hitoshi Arakawa und Kohei Terasaki)
2022
 Asienmeister – Sprint
2023
 Japanischer Meister – Teamsprint (mit Kohei Terasaki, Yuta Obara und Kaiya Ōta)
 Asienmeisterschaften – Sprint
2024
 Asienmeister – Keirin, Teamsprint (mit Yuta Obara und Minato Yakaishi)
 Japanischer Meister – Keirin
 Weltmeister – Keirin